# Burgstall Katzenrohrbach
Der Burgstall Katzenrohrbach ist eine abgegangene Spornburg auf einem 440,1 Meter hohen Sporn eines Höhenrückens 70 Meter über dem Tal des Götzendorfbaches, einem linken Zufluss des Perlenbachs (zum Regen), in der Gemarkung Katzenrohrbach der Gemeinde Walderbach im Oberpfälzer Landkreis Cham in Bayern. Die Anlage liegt ca. 1200 m südsüdöstlich von Katzenrohrbach; sie wird als Bodendenkmal unter der Aktennummer D-3-6840-0008 im Bayernatlas als „Mittelalterlicher Burgstall“ geführt. 

## Geschichte
Die Burg wurde vermutlich um die Mitte des 12. Jahrhunderts von den Herren von Katzenrohrbach (von Rohrbach), einer Diepoldinger Ministerialenfamilie, erbaut und war nur bis ins frühe 13. Jahrhundert deren Stammsitz. Die Familie war auch im Besitz der Burg Kirchenrohrbach (Rohrbach) als Lehen des Bistums Bamberg. Zwischen 1176 und 1190 sind ein Bruno und ein Gottfried von Rohrbach auf der Burg nachweisbar. Nachdem 1204 die Chamer Linie der Diepoldiger mit Markgraf Berthold II. ausgestorben war, orientierten sich die Rohrbacher politisch vermutlich an den Wittelsbachern.

## Beschreibung
Der Burgstall der ehemaligen Burganlage ist heute ein Bodendenkmal, das nur noch geringe Spuren der früheren Bebauung zeigt.
Das etwa 50 mal 25 Meter große Burgareal wurde im Südsüdosten durch einen inzwischen verfüllten Halsgraben und einen Wall sowie eine anzunehmende Mauer gesichert. Im Norden weisen Spuren auf eine Ummauerung hin und im Nordwesten lässt ein runder Hügel mit einem Durchmesser von vier bis fünf Metern auf einen das Tal beherrschenden Bergfried schließen. Weitere Geländespuren weisen auf einen eingestürzten Keller hin.